# Alain Faubert
Alain Faubert (ur. 4 kwietnia 1965 w Montrealu) – kanadyjski duchowny katolicki, biskup pomocniczy Montrealu w latach 2016-2024, biskup Valleyfield od 2024. 

## Życiorys

### Prezbiterat
Święcenia kapłańskie przyjął 9 czerwca 1995 i został inkardynowany do archidiecezji Montrealu. Pracował głównie w montrealskich parafiach, był też m.in. członkiem kurialnego wydziału ds. edukacji (odpowiedzialnym za katechumenat), wicekanclerzem kurii oraz wikariuszem biskupim dla zachodu archidiecezji.

### Episkopat
19 kwietnia 2016 papież Franciszek mianował go biskupem pomocniczym archidiecezji Montreal oraz biskupem tytularnym Vicus Pacati. Sakry udzielił mu 15 czerwca 2016 arcybiskup Christian Lépine.
12 września 2024 ten sam papież przeniósł go na urząd biskupa diecezjalnego Valleyfield w metropolii Montrealu. 